# Latacz

Umiejscowienie latacza w konfiguracji z fokiem i kliwrem

Latacz – żagiel należący do sztaksli przednich o kształcie trójkątnym i podnoszonym przy słabych wiatrach na sztagu dziobowym powyżej foka i kliwra. Charakteryzuje się wysoko uniesionym nad pokład rogiem halsowym i rogiem fałowym sięgającym topu pierwszego masztu.